# کوه تیراد
کوه تیراد (به لاتین: Mount Tirad) یک کوه در فیلیپین است. کوه تیراد ۱٬۱۵۴ متر بالاتر از سطح دریا واقع شده‌است.